# Horst Sachs
Horst Sachs   (Magdeburg, 27 de març de 1927 - Ilmenau, 25 d'abril de 2016) va ser un matemàtic alemany oriental.

## Vida i obra
Sachs tenia dotze anys quan va esclatar la Segona Guerra Mundial; va passar els últims anys de la guerra mobilitzat com soldat a la Wehrmacht i el primer any de la pau com presoner de guerra a Bèlgica. El 1947 va superar els exàmens d'ensenyament secundari i va ingressar a la universitat de Halle per estudiar matemàtiques. El 1958 va obtenir el doctorat amb una tesi sobre desigualtats isoperimètriques dirigida per Herbert Grötzsch.
Des de 1953 fins a 1963 va ser professor de la universitat de Halle i a partir de 1963, quan va obtenir l'habilitació docent, de la universitat Tècnica d'Ilmenau, fins que es va jubilar el 1992.
El seu principal camp de recerca va ser la teoria de grafs, i, especialment, les seves aplicacions a la física i, sobre tot, a la química orgànica, desenvolupant els grafs i el teorema que porten el seu nom. El seu llibre Spectra of Graphs (1980) va ser traduït i reeditat en nombroses ocasions.